# Christian Afrikaner
Christian Afrikaner, eigentlich ǀHaragabKlicklaut, (* in Windhoek; † 1863 bei Otjimbingwe) war der älteste Sohn des Orlam-Afrikaner-Kapteins Jonker Afrikaner (ǀHara-mûb) und als solcher dessen legitimer Nachfolger, nachdem Jonker im Jahre 1861 in Okahandja gestorben war.
Er begab sich damit in Konkurrenz zu seinem ebenfalls die Häuptlingswürde anstrebenden Halbbruder Jan Jonker Afrikaner (ǀHaramumab), der zudem über langjährige freundschaftliche Beziehungen zu dem neuen Herero-Häuptling Maharero verfügte. Die sich daraus ableitenden Spannungen führten 1863 zu einem allerdings gescheiterten Angriff des Christian Afrikaner auf Maharero bei Otjimbingwe. Dabei wurde Christian Afrikaner getötet. Die Afrikaner ernannten danach Jan Jonker Afrikaner zu ihrem Kaptein.
| Vorgänger        | Amt                                       | Nachfolger           |
| ---------------- | ----------------------------------------- | -------------------- |
| Jonker Afrikaner | Kaptein der Afrikaner (Kapteine der Nama) | Jan Jonker Afrikaner |

| Personendaten    | Personendaten                                  |
| ---------------- | ---------------------------------------------- |
| NAME             | Afrikaner, Christian                           |
| ALTERNATIVNAMEN  | ǀHaragab (Nama)                                |
| KURZBESCHREIBUNG | Kaptein der ǃGû-ǃgôun, einer Orlamgesellschaft |
| GEBURTSDATUM     | um 1820                                        |
| GEBURTSORT       | Windhoek, Südwestafrika                        |
| STERBEDATUM      | 1863                                           |
| STERBEORT        | bei Otjimbingwe, Südwestafrika                 |